# Acalypha subintegra
Acalypha subintegra é uma espécie de flor do gênero Acalypha, pertencente à família Euphorbiaceae.